# حمید هدایتی
حمید هدایتی (۲۱ اسفند ۱۳۵۴) یک بازیکن فوتبال اهل صفادشت ملارد تهران
ایران است.